# Križna Gora (gmina Ajdovščina)
Križna Gora – miejscowość w Słowenii w gminie Ajdovščina.